# Куп Милан Цига Васојевић 2021.
Куп Милан Цига Васојевић 2021. године био је одржан по петнаести пут као национални кошаркашки куп Србије у женској конкуренцији. Домаћин завршног турнира био је Вршац у периоду од 13. и 14. марта 2021. године, а све утакмице су одигране у дворани Центар Миленијум.
Жреб парова овог издања Купа Милан Цига Васојевић одржан је 8. марта 2021. у просторијама Кошаркашког савеза Србије. Парове је извлачила Тамара Радочај, кошаркашка репрезентативка Србије и помоћница градоначелника Вршца.

## Учесници
На завршном турниру учествује укупно 4 клуба, а право учешћа стекли су клубови који су се кроз квалификације пласирали у полуфинале купа.
По овом основу пласман су обезбедили Црвена звезда, Војводина, Радивој Кораћ и Арт баскет.

## Дворана
| Вршац            | ВршацКуп Милан Цига Васојевић 2021. на карти Србије |
| Центар Миленијум | ВршацКуп Милан Цига Васојевић 2021. на карти Србије |
| Капацитет: 4.400 | ВршацКуп Милан Цига Васојевић 2021. на карти Србије |
|                  | ВршацКуп Милан Цига Васојевић 2021. на карти Србије |

## Полуфинале
| 13. 3. 2021. 12:30 | Извештај | Војводина 021                                                                                 | 71 : 59 | Црвена звезда                                | Центар Миленијум, Вршац Гледаоци: 10 Судије: Ј. Смиљанић, И. Ивановић, В. Јевтовић |  |
| 13. 3. 2021. 12:30 | Извештај | Четвртине: 18:13, 18:19, 15:14, 20:13                                                         |         |                                              | Центар Миленијум, Вршац Гледаоци: 10 Судије: Ј. Смиљанић, И. Ивановић, В. Јевтовић |  |
| 13. 3. 2021. 12:30 | Извештај | Поени: Адамовић 21 Скокови: Мишељић 9 Асистенције: Адамовић, Јаковљевић 5 Индекс: Адамовић 34 |         | Наумчев 21 Јанковић 11 Катанић 3 Јанковић 24 | Центар Миленијум, Вршац Гледаоци: 10 Судије: Ј. Смиљанић, И. Ивановић, В. Јевтовић |  |

| 13. 3. 2021. 15:00 | Извештај | Арт баскет                                                                       | 81 : 67 | Радивој Кораћ                                       | Центар Миленијум, Вршац Гледаоци: 20 Судије: Ј. Јурас, С. Ћалић, С. Дашић |  |
| 13. 3. 2021. 15:00 | Извештај | Четвртине: 27:17, 13:29, 27:9, 14:12                                             |         |                                                     | Центар Миленијум, Вршац Гледаоци: 20 Судије: Ј. Јурас, С. Ћалић, С. Дашић |  |
| 13. 3. 2021. 15:00 | Извештај | Поени: Чолић 27 Скокови: Митровић, Чолић 8 Асистенције: Чолић 6 Индекс: Чолић 32 |         | Лумис 20 Лумис 15 Вукосављевић, Митровић 3 Лумис 25 | Центар Миленијум, Вршац Гледаоци: 20 Судије: Ј. Јурас, С. Ћалић, С. Дашић |  |

## Финале
| 14. 3. 2021. 13:00 | Извештај | Војводина 021                                                                    | 74 : 83 | Арт баскет                               | Центар Миленијум, Вршац Гледаоци: 15 Судије: В. Јевтовић, Н. Милорадовић, С. Дашић |  |
| 14. 3. 2021. 13:00 | Извештај | Четвртине: 19:18, 24:24, 17:18, 14:23                                            |         |                                          | Центар Миленијум, Вршац Гледаоци: 15 Судије: В. Јевтовић, Н. Милорадовић, С. Дашић |  |
| 14. 3. 2021. 13:00 | Извештај | Поени: Адамовић 31 Скокови: Мишељић 9 Асистенције: Мишељић 4 Индекс: Адамовић 36 |         | Зец 19 Стефановић 12 Зец 7 Стефановић 23 | Центар Миленијум, Вршац Гледаоци: 15 Судије: В. Јевтовић, Н. Милорадовић, С. Дашић |  |

| Победник Купа Милан Цига Васојевић 2021. |
| ---------------------------------------- |
| ЖКК Арт баскет 1. титула                 |